# Noces éphémères
Pour plus de détails, voir Fiche technique et Distribution.
Noces éphémères (Ephemeral Weddings) est un film iranien réalisé par Reza Serkanian, sorti en 2011.

## Synopsis
Maryam, jeune veuve, a décidé de quitter l'Iran. Avant de partir, elle rend, avec sa petite fille Sarah, une dernière visite à sa belle-famille. Elle y retrouve Kazem, le frère de son défunt mari, qui rentre du service militaire, ainsi qu'Effat. Effat et Kazem s'aiment depuis leur prime jeunesse et le mariage leur est promis. Mais maintenant qu'ils sont adultes, toute proximité leur est interdite avant les noces.
Le grand-père, sage (Hajj) vénéré dans la famille, vient à décéder. Selon ses souhaits, il est décidé de le faire enterrer dans le mausolée de la cité voisine. C'est ainsi que Kazem et son père, Aziz, et Maryam et sa fille partent pour la ville avec le corps de l'aïeul pour y exhausser ses derniers vœux ; Maryam et Sarah ne reviendront plus. Néanmoins, les formalités d'inhumation ne sont pas aisées et le séjour citadin se prolonge. Le temps et la promiscuité jettent le trouble entre Kazem et Maryam. S'installe alors l'idée d'un mariage temporaire, union contractuelle limitée dans le temps, permise par les règles chi'ites.

## Fiche technique
- Titre original : Ephemeral Weddings
- Titre français : Noces éphémères
- Réalisation : Reza Serkanian
- Scénario : Reza Serkanian
- Photographie : Mehdi Jafari
- Son : Mehdi Saleh Kermani
- Musique : Hossein Alizadeh
- Production : Reza Serkanian 
 Erwann Creac'h 
 Gunter Hanfgarn (associé) 
 Isabelle Parion (associée)
- Sociétés de production : Overlap Films 
 Fonds Sud Cinéma (participation) 
 Centre national de la cinématographie (CNC) (participation)
- Société(s) de distribution : Overlap Films[1]
- Pays d’origine : Iran
- Langue originale : persan, français
- Format : couleur — 35 mm HD — 1.85:1
- Genre : Mélodrame
- Durée : 83 minutes
- Dates de sortie :  France : 9 novembre 2011
  -  France : 12 mai 2011 (Festival de Cannes)
  -  Belgique : 7 octobre 2011 (Festival de Namur)

## Distribution
- Mahnaz Mohammadi : Maryam
- Hossein Farzi Zadeh : Kazem
- Soheyla Kashef Azar : Effat
- Aziz-Ollah Zaimi : le père de Kazem
- Dariush Asad Zadeh : le grand-père
- Anahita Rokni : Sarah
- Javad Taheri : Aziz
- Clotilde Joulin : Delphine
- Fabrice Desplechin : Pierre
- Masoume Mohamadi Asl : Azam
- Azam Reshid Khani : Fatima

## Référence
1. ↑  « Overlap Films », sur Overlap Films (consulté le 19 septembre 2017)